# Вільшанка (притока Псла)
Вільша́нка (або Ольшанка) — річка в Україні, в межах Сумського району Сумської області. Ліва притока Псла (басейн Дніпра).

## Опис
Довжина 34 км, площа басейну 186 км². Похил річки 1,1 м/км. Долина трапецієподібна, завширшки до 3 км, завглибшки до 40 м. Заплава завширшки до 300 м, подекуди заболочена. Річище слабозвивисте, завширшки до 5 м. Використовується на технічне водопостачання. Є ставки.

## Розташування
Вільшанка бере початок біля східної околиці села Курилівки. Тече переважно на захід. Впадає до Псла на північний захід від села Барабашівки, що на захід від міста Лебедина. 
Над річкою розташовані: села Курилівка і Рябушки, а також місто Лебедин.

## Очищення річки

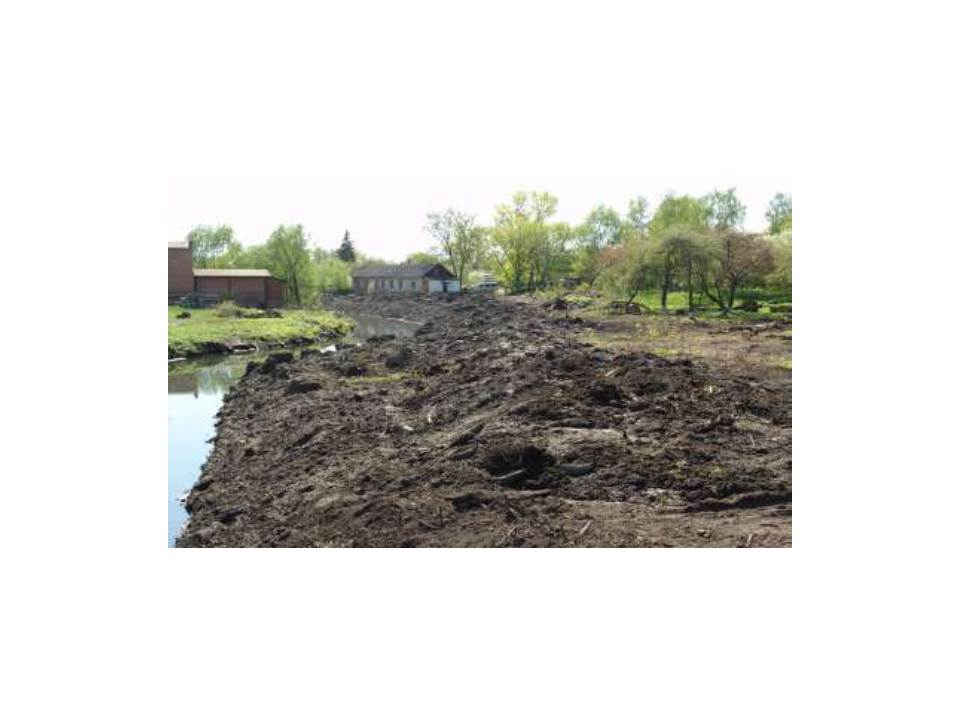
Днопоглиблювальні роботи (м. Лебедин)

Одним із вкрай негативних факторів, які можуть впливати на якість води та самоочисну здатність річкових екосистем, є вилучення гідробіонтів з русел, що здійснюється під час днопоглиблювальних робіт. Такі дії призводять до катастрофічного зниження якості водного середовища і руйнування біоценозу, відновлення якого є довготривалим. На ділянці р. Вільшанка в межах м. Лебедина у 2009 році були проведені роботи з очищення русла річки. Перед ділянкою, де проводилися днопоглиблювальні роботи, швидкість течії досягала 0,2–0,3 м/с. На ділянці, де було поглиблене дно, та нижче неї швидкість течії знизилась до 0,05 м/с, а місцями течія взагалі не спостерігалась. Після такого очищення прокопана ділянка перетворилася на руслове водосховище з уповільненою течією і підсиленими процесами замулення, як це властиво водосховищам. Прозорість води на цій ділянці гранично низька. Унаслідок днопоглиблювальних робіт водні організми, які виконують функцію очищення водного середовища і підтримання його якості, були знищені не лише на ділянці, де проводилися роботи, але й нижче, де вони були поховані під наносами. Через поглиблення і очищення русла в центрі м. Лебедин течія на гирловій ділянці р. Вільшанки була практично повністю зупинена, а якість води суттєво погіршилась.